# Karl Korsch
Karl Korsch (født 15. august 1886 i Tostedt ved Hamborg, død 21. oktober 1961 i Belmont, Massachusetts, USA) var en tysk marxistisk teoretiker og filosof.

## Uddannelse og erhvervsmæssigt virke
Korsch voksede op i et tysk middelklassemiljø, hvor faderen, der var bankansat, var stærkt interesseret i filosofi. Fra 1906 – 1909 studerede han jura, økonomi og filosofi ved universiteter i München, Berlin, Geneve og Jena, hvor han bestod juridisk embedseksamen i 1910. I august 1923 blev han udnævnt som professor i civil-, proces- og arbejdsret i Jena. I 1925 blev han pga. sine politiske aktiviteter frataget retten til at undervise, men beholdt sit professorat. Han blev afskediget i 1933, og Nazismens fremmarch tvang ham til at gå i eksil den aften, hvor Rigsdagsbranden blev påsat. Han flygtede til Danmark, hvor han bosatte sig nær Svendborg sammen med Bertolt Brecht Her påbegyndte han en bog om Karl Marx, der udkom i London i 1938.
Efter et kortere ophold i England bosatte Karl Korsch sig sammen med sin hustru i USA i 1936. Her blev han tilknyttet Tulane University i New Orleans som underviser sideløbende med at han arbejdede ved International Institute for Social Research i New York.

## Politisk karriere
Han var aktiv på den tyske venstrefløj fra 1917, hvor han var medlem af det uafhængige socialdemokratiske parti USPD og aktiv under opstanden i 1918, bl.a. med skrifter, der gav praktiske anvisninger i at udnytte opstandene til at gennemføre en revolution. Da denne mislykkedes, valgte Korsch i 1920 medlemskab af Det Tyske Kommunistparti, KPD. I juli 1924 blev han indvalgt i Weimarrepublikkens Rigsdag, men blev samtidig en af de fremtrædende kritikere af Stalins doktrin om socialisme i et land, ligesom han som chefredaktør for KDP's Tidsskrift, Die Internationale, angreb Stalins styring af Komintern. På Kominterns 5. kongres i 1924 blev Korsch stærkt kritiseret af Nikolaj Bukharin, og Korsch blev en af anledningerne til en magtkamp i KPD, som i løbet af 1925 førte til dannelsen af en egentlig opposition Entschiedene Linke i januar 1926. Gruppen, der blev ledet af Korsch og Ernst Schwarz blev ekskluderet den 3. maj, og dele af den, bl.a. Korsch sluttede sig i november 1926 til Linke Kommunisten i Rigsdagen. Heller ikke denne alliance var holdbar, og fra 1927 til 1928 optrådte Korsch som uafhængigt medlem af Rigsdagen, hvor han bl.a. som den eneste gik imod den tysk – russiske handelstraktat.
Korsch indstillede i 1928 sit aktive politiske arbejde og arrangerede debatmøder og studiekredse for en snæver kreds af ligesindede, bl.a. Bertolt Brecht

## Korsch som teoretiker og filosof
Korsch blev i sin samtid anset som en af de fremtrædende kritiske teoretikere, og han var sammen med bl.a. György Lukács, Otto Bauer og Friedrich Adler en af foregangsmændene for det såkaldte nye venstre i Europa.
Han kritiserede marxismens udvikling til en stivnet ideologi i dens to former. Den ene form var repræsenteret af de reformistiske socialdemokratier i Vesteuropa, som benyttede Marx's tekster til at gennemføre en borgerlig arbejderpolitik.. Den anden form var udviklet gennem den russiske marxisme, som Stalin udnyttede til at gennemføre en nationalsocialisme under betegnelsen socialisme i et land . I begge tilfælde er der, ifølge Korsch, tale om en anvendelse af marxismen som en doktrin, der strider mod Karl Marx's egen dialektiske materialisme. I hovedværket, som han ændrede i 1947, gennemgår han kritisk hele den marxistiske lære. Her sammenfatter han Marx's betydning således:
" Marx's vigtigste bidrag til samfundsforskningen er, at han
- 1) førte alle den samfundsmæssige livsproces' fænomener tilbage til økonomien;
- 2) også opfattede økonomien samfundsmæssigt;
- 3) bestemte alle samfundsmæssige fænomener historisk, og det som en revolutionær udvikling...".[5]

Værket blev et af forbillederne for de nye politiske strøminger på venstrefløjen, i Danmark bl.a. i partiet Venstresocialisterne, der voksede frem i 1960'erne.

### Karl Korsch oversat til dansk
- Korsch, Karl (1974): Karl Marx – revolutionær videnskab, oversat af Steen Scheuer, Paludan, København.
- Korsch, Karl (1973): Staten og kontrarevolutionen. Udvalgte artikler 1929-1950, redigeret af Kjeld Schmidt og Jan Bo Hansen, Paludan, København.

## Fodnoter
1. ↑  Navnet er anført på engelsk og stammer fra Wikidata hvor navnet endnu ikke findes på dansk.
2. ↑   Afsnittet bygger på Karl Korsch Archiv; i Marxists Internet Archive (MIA)
3. ↑   Korsch (1973), s. 18f
4. ↑   Korsch (1973), s. 73.
5. ↑  Korsch (1974), s. 184